# Генрих I (граф Фюрстенберга)
Генрих I фон Урах (нем. Heinrich von Urach, Heinrich von Fürstenberg; около 1225 — между 24 декабря 1283 и 6 января 1284) — граф Ураха (совместно с братьями) и Фрайбурга (в Брейсгау), ландграф в Бааре, первый граф Фюрстенберга. Основатель рода Фюрстенбергов.

## Биография
Родился около 1225 года. Сын Эгино V (ум. 1236/37), графа Ураха и Фрайбурга, и его жены Адельгейды фон Нойффен.
После смерти отца правил унаследованными землями вместе с братом — Конрадом I. В 1245 году они разделили свои владения.
В 1250 году Генрих I сделал своей резиденцией город Фюрстенберг, и после этого называл себя соответственно.
В 1254 году уступил Ульриху Вюртембергскому свою половину графства Урах в обмен на половину Виттлингена (позднее, в 1260 и 1265 годах, Вюртемберг выкупил оставшиеся части).
Получил от короля Рудольфа I (своего родственника) ландграфство в Бааре после отречения Генриха фон Зульца в 1282 году.

## Семья
Не позднее 1244 года женился на Агнессе фон Труэндинген, дочери графа Фридриха фон Труэндингена и его жены Агнессы. Дети:
- Фридрих (ум. 1296), граф Фюрстенберга
- Эгон (ум. 1324), граф Фюрстенберга, сеньор Виллингена и Хаслаха
- Конрад (ум. 1320/21), канонник в Констанце
- Гебхард (ум. 1337), граф Фюрстенберга, священник
- Маргарита (ум. 1296), жена Альбрехта II Миннезингера, графа фон Гогенберга
- Елизавета, жена графа Готфрида фон Тюбингена.